# Ștefan Bănică

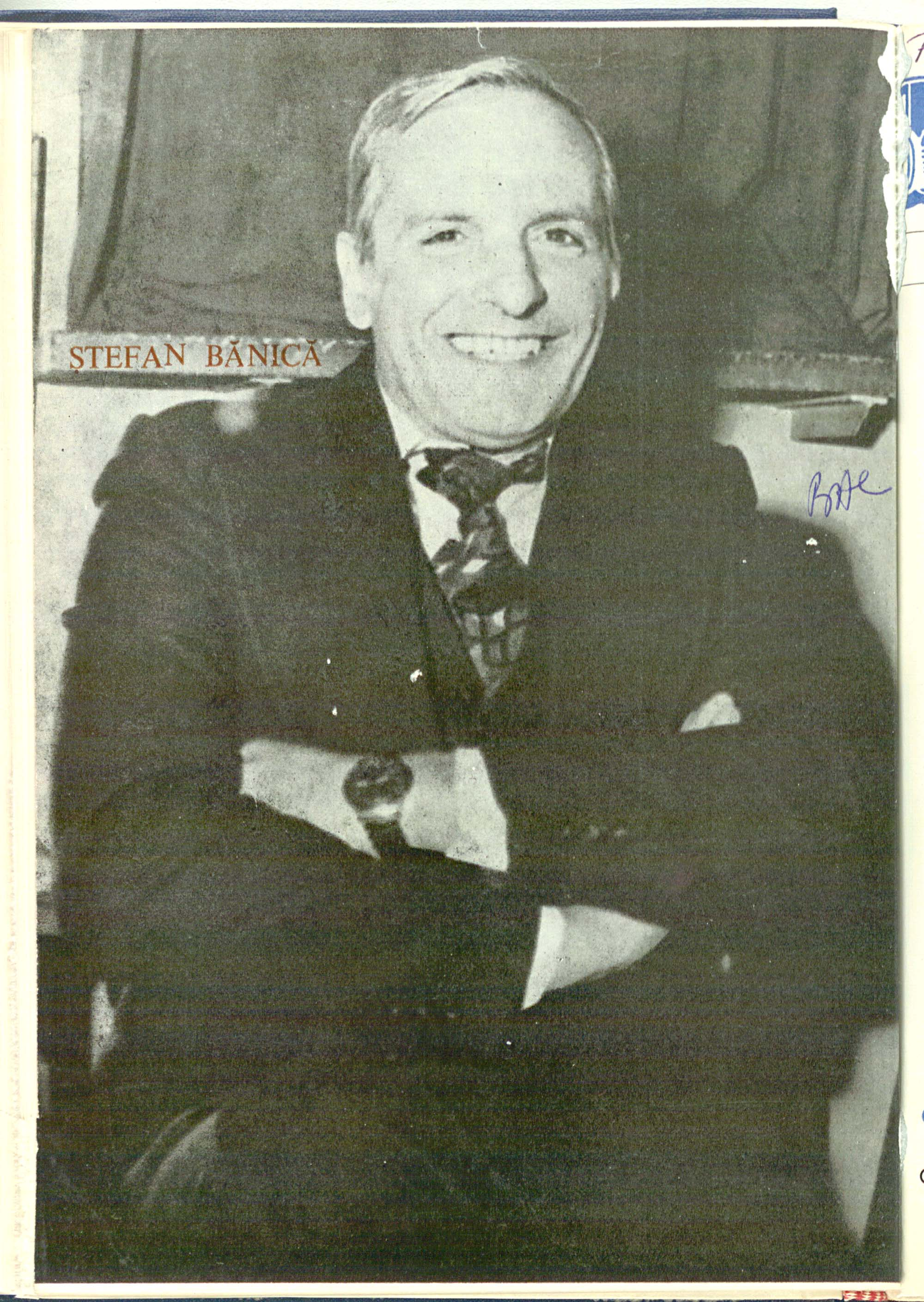
Ștefan Bănică în 1984

Ștefan Bănică (senior) (n. 11 noiembrie 1933, Călărași – d. 26 mai 1995, București) a fost un actor român de teatru și film. S-a remarcat și ca un bun cântăreț. Studii la IATC (promoția 1955).

## Filmografie
- Alo?... Ați greșit numărul! (1958)
- Vacanță la mare (1963)
- Dincolo de barieră (1965)
- Golgota (1966)
- Duminică la ora 6 (1966)
- Haiducii (1966)
- Împușcături pe portativ (1967)
- Tunelul (1967)
- Șeful sectorului suflete (1967)
- Vin cicliștii (1968)
- Zile de vară (1968)
- Brigada Diverse intră în acțiune (1970) - Fane Încurcă-Lume
- Cîntecele mării (1971)
- Brigada Diverse în alertă! (1971)
- Vifornița (1973)
- Proprietarii (1973)
- Păcală (1974)
- Fair Play (1977)
- Septembrie (1978)
- Cianura... și picătura de ploaie (1978)
- Singur printre prieteni (1979)
- Nea Mărin miliardar (1979)
- De ce trag clopotele, Mitică? (1981)
- O scrisoare pierdută (spectacol TV, 1982)
- Muzica e viața mea (1988)
- Harababura (1991)
- Cel mai iubit dintre pămînteni (1993)

## Teatru
Teatrul Giulești
- Băiat bun, dar... cu lipsuri de Nicuță Tănase la Teatrul Giulești
- O scrisoare pierdută de I. L. Caragiale
- ...escu de Tudor Mușatescu

## Discografie
| Titlul albumului                                          | Anul lansării | Casa de producție | Cod                       |
| --------------------------------------------------------- | ------------- | ----------------- | ------------------------- |
| Îmi acordați un dans?                                     | 1967          | Electrecord       | 45-EDC 885                |
| Ștefan Bănică‎                                             | 1968          | Electrecord       | 45-EDC 10.041             |
| Margareta Pîslaru, Ștefan Bănică – Melodii De Edmond Deda | 1969          | Electrecord       | 45-EDC 10.051             |
| Ce-aveți fetelor cu mine?‎                                 | 1970          | Electrecord       | 45-EDC 10.133             |
| Melodii de Radu Șerban                                    | 1981          | Electrecord       | 45 ST-EDC 10.736          |
| Stela Popescu, Ștefan Bănică – Bonsoir Cuplet             | 1991          | Electrecord       | STM-EDE 01147             |
| Vă rog să-mi acordați... (CD)                             | 2000          | Electrecord       | EDC 382                   |
| Ștefan Bănică (CD, compilation)                           | 2007          | Electrecord       | RO 7AF 0520049005-04-2007 |

## In memoriam
De Ziua Mondială a Teatrului din 2016, Ștefan Bănică a primit postum o stea pe Aleea Celebrităților din Piața Timpului (Cocor) și Placheta Orașului București, în semn de recunoaștere și prețuire pentru întreaga sa activitate în domeniul teatrului și filmului.